# Selektivvertrag
Selektivvertrag ist ein Begriff aus der gesetzlichen Krankenversicherung in Deutschland. Einen Selektivvertrag schließen einzelne Krankenkassen und einzelne Leistungserbringer ab. Der Gesetzgeber spricht von einem Einzelvertrag. Das Gegenstück zum Einzelvertrag bildet der Kollektivvertrag (Gesamtvertrag), den alle Krankenkassen beispielsweise in der ambulanten ärztlichen Versorgung über die jeweilige Kassenärztliche Vereinigung (KV) bzw. Kassenzahnärztliche Vereinigung für alle niedergelassenen Ärzte oder Psychotherapeuten eines Bundeslandes oder bundesweit abschließen. Die Auswahl des oder der Vertragspartner geschieht beim Selektivvertrag auf beiden Seiten. Im Gegensatz zu Kollektivverträgen, zu deren Abschluss eine gesetzliche Verpflichtung für Krankenkassen besteht, ist der Abschluss eines Selektivvertrags freiwillig. Eine Ausnahme bilden Verträge zur hausarztzentrierten Versorgung (HzV), zu deren Abschluss Krankenkassen verpflichtet sind.
In der ambulanten ärztlichen, psychotherapeutischen und zahnärztlichen Versorgung werden Selektivverträge außerhalb der von den Kassenärztlichen Vereinigungen (KV) bzw. Kassenzahnärztliche Vereinigungen organisierten sog. Regelversorgung, die im Kollektivvertrag geregelt wird, geschlossen. In diesen Selektivverträgen können für Teile der ambulanten ärztlichen, psychotherapeutischen und zahnärztlichen Versorgung für gesetzlich Krankenversicherte Versorgungsinhalte außerhalb der sogenannten Regelversorgung vereinbart werden. Selektivvertrag und Regelversorgung sind komplementäre Teile der vertrags(zahn)ärztlichen Versorgung. Wenn Vertragsarzt, Vertragspsychotherapeut bzw. Vertragszahnarzt und Kassenpatient beide dem entsprechenden Selektivvertrag beigetreten sind, gelten die Regelungen des Selektivvertrags. Ansonsten gilt die Regelversorgung, bei der jeder Kassenpatient mit der elektronischen Gesundheitskarte jeden Vertragsarzt in Deutschland aufsuchen kann.

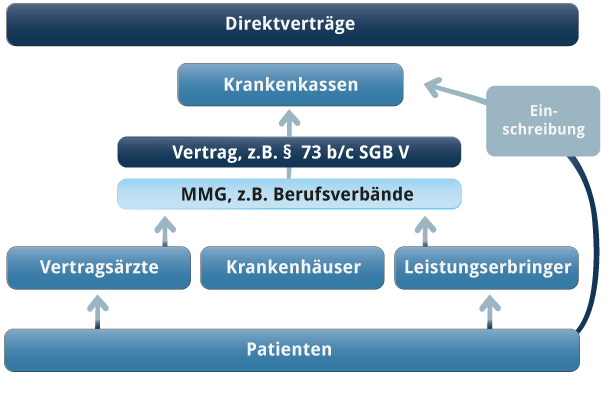
Funktionsweise eines Selektivvertrages in der Übersicht. Direkte Abrechnung zwischen Vertragsinhaber (Arzt) und Kostenträger (Krankenkasse).

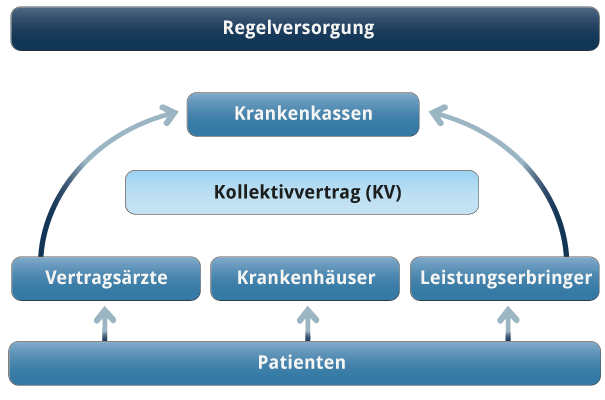
Funktionsweise der Regelversorgung. Abrechnung von Kollektivverträgen. Abrechnung über die Kassenärztliche Vereinigung (KV).

## Vertragstypen
Die ambulant ärztliche Regelversorgung wird mit Verträgen zwischen der Kassenärztlichen Bundesvereinigung (KBV) bzw. der Kassenärztlichen Vereinigung (KV) des Bezirks oder der Kassenzahnärztlichen Bundesvereinigung (KZBV) bzw. der Kassenzahnärztlichen Vereinigung (KZV) des jeweiligen Bundeslandes und den Verbänden der Gesetzlichen Krankenversicherungen (GKV) geregelt. Für die Vereinbarung von Selektivverträgen (ohne Beteiligung der KV oder KZV) hat der Gesetzgeber im Fünften Buch Sozialgesetzbuch (SGB V) folgende Vertragstypen geschaffen:

### Modellvorhaben gem. § 63 SGB V
Krankenkassen können „zur Verbesserung der Qualität und der Wirtschaftlichkeit der Versorgung Modellvorhaben zur Weiterentwicklung der Verfahrens-, Organisations-, Finanzierungs- und Vergütungsformen der Leistungserbringung“ (§ 63 Abs. 1 SGB V) vereinbaren. Gemäß Absatz 5 sind Modellvorhaben auf längstens acht Jahre zu befristen und gem. § 65 SGB V im Hinblick auf ihre Ziele wissenschaftlich auszuwerten. Ein bundesweit durchgeführtes Modellvorhaben zur Akupunktur hatte nach der Evaluation zur Einführung der Akupunktur bei bestimmten medizinischen Indikationen in den Leistungskatalog der GKV geführt.

### Hausarztzentrierte Versorgung (HZV) gem. § 73b SGB V
Die hausärztliche Versorgung wird gem. § 73 Abs. 1a SGB V durch Allgemeinärzte, Kinderärzte und hausärztlich tätige Internisten wahrgenommen. Alle Krankenkassen müssen ihren Versicherten eine HZV anbieten (§ 73b Abs. 1 SGB V). Um diese Pflicht der Krankenkassen und die Art und Weise der Verwirklichung dieser Pflicht hat sich seit 2008 ein gesundheitspolitischer Konflikt entzündet, der immer noch anhält (s. u.). 

### Besondere ambulante ärztliche Versorgung gem. § 73c SGB V (gestrichen)
Mit Verträgen nach § 73c SGB V konnten beliebige Leistungen der vertragsärztlichen, vertragspsychotherapeutischen oder vertragszahnärztlichen Versorgung selektivvertraglich geregelt werden. Der § 73c SGB V wurde im Rahmen des GKV-Versorgungsstärkungsgesetzes gestrichen und ist inhaltlich weitestgehend in den neu gefassten § 140a SGB V aufgegangen.

### Besondere Versorgung gem. § 140a SGB V
Mit Verträgen zur Besonderen Versorgung können präventive, ambulante und stationäre Versorgung abweichend von den kollektivvertraglichen Regelungen geregelt werden. Bedingung ist gem. § 140a Abs. 1 SGB V, dass es sich um eine „verschiedene Leistungssektoren übergreifende Versorgung oder eine interdisziplinär-fachübergreifende“ oder eine besondere ambulante ärztliche Versorgung handeln muss. 
Der § 140a SGB V wurde im Zuge des GKV-VSG neu geregelt. Der zuvor als „Integrierte Versorgung“ betitelte Vertragsparagraph ließ neben sektorenübergreifenden nur interdisziplinär-fachübergreifende Leistungen (d. h. „Leistungs-Kombinationen“ wie bspw. ambulant-stationär oder ambulant-Reha oder hausärztlich-fachärztlich) zu. Zwischen 2004 und 2008 gab es gem. § 140d SGB V-alt eine sog. Anschubfinanzierung von bis zu 1 Prozent des Volumens der vertragsärztlichen und stationären Leistungsausgaben. Damit wollte der Gesetzgeber den Abschluss solcher Verträge fördern. Um die Verteilung dieser Anschubfinanzierung hatte sich ein Konflikt zwischen den Leistungserbringern (v. a. Hausärzte, Fachärzte, Krankenhäuser, Reha-Einrichtungen und Apotheken) entwickelt, der seit dem Ende der Anschubfinanzierung im Jahr 2009 abgeklungen ist.

### Weitere Vertragstypen
Außerhalb der ambulanten ärztlichen bzw. psychotherapeutischen Versorgung bestehen zahlreiche weitere Selektivverträge. So sind weite Teile der Hilfsmittelversorgung selektivvertraglich vereinbart (§ 127 SGB V). Auch die Rabattverträge für Arzneimittel werden selektiv zwischen einzelnen Krankenkassen und pharmazeutischen Unternehmen geschlossen (§ 130a SGB V). Die Verträge mit Einrichtungen der Rehabilitation werden ebenfalls selektiv Einrichtungs- und kassenspezifisch geschlossen (§ 111 SGB V).
Ein neuer Versuch, der sektorenübergreifenden und fachübergreifend-interdisziplinären eine stärkere Dynamik zu verleihen, stellt der Innovationsfonds dar. Aus diesem werden ab 2016 300 Mio. € jährlich für innovative neue Versorgungsformen und Versorgungsforschung zur Verfügung gestellt.

## Gemeinsamkeiten und Unterschiede der Vertragstypen
Die Modellvorhaben spielen in der Versorgungsrealität und der politischen Diskussion keine große Rolle mehr. Vertragsärzte und Versicherte haben in Selektivverträgen Vertragsfreiheit: Sie können sich, sofern sie die dort geregelten Teilnahmevoraussetzungen erfüllen, in einen Selektivvertrag einschreiben, müssen aber nicht. Nur wenn Vertragsarzt und Kassenpatient beide in denselben Selektivvertrag eingeschrieben sind, findet die Versorgung nicht mehr über die Regelversorgung statt. Soweit in Verträgen nach §§ 73b oder 140a SGB V vertragsärztliche Leistungen aus der Regelversorgung enthalten sind, muss die Krankenkasse ihre Gesamtvergütung gegenüber der KV bereinigen – es sei denn, dass der Aufwand dafür höher einzuschätzen ist als das Bereinigungsvolumen (§ 140a Abs. 6 SGB V). Dabei wird die Gesamtvergütung um denjenigen Teil gekürzt, der nicht mehr über die Regelversorgung, sondern über den Selektivvertrag erbracht und abgerechnet wird. Die Bereinigung erfolgt personenbezogen für die eingeschriebenen Versicherten anhand sog. historischer Abrechnungsdaten, also für alle Leistungen aus dem Selektivvertrag, die in bestimmten Vorquartalen für diese Versicherten über die Regelversorgung erbracht worden waren. Die Höhe der Bereinigungsbeträge ist meist zwischen Krankenkasse und KV umstritten.
Für Leistungen, die über die Regelversorgung hinausgehen, gibt es keine solche Bereinigung. Die Leistungen nach Selektivverträgen unterliegen aber – wie die gesamte Versorgung in der GKV – dem Wirtschaftlichkeitsgebot nach § 12 SGB V. Für Integrationsverträge gilt darüber hinaus gem. § 71 Abs. 1 SGB V der Grundsatz der Beitragssatzstabilität. 
Vertragspartner der Krankenkassen können bei den Selektivverträgen u. a. Vertragsärzte, Vertragspsychotherapeuten und Gemeinschaften von Vertragsärzten bzw. Psychotherapeuten sein. Bei den Verträgen der Besonderen Versorgung kommen auch Träger von Krankenhäusern, Reha- und Pflegeeinrichtungen, Pharmaunternehmen und Medizinproduktehersteller, Pflegekassen, Managementgesellschaften und Kassenärztliche Vereinigungen in Frage (§ 140a Abs. 3 SGB V).
Welcher der Vertragstypen bei der Regelung eines bestimmten Teils der Versorgung zur Erreichung der Ziele gewählt wird, ist v. a. eine Frage der Zweckmäßigkeit. Mit § 73b SGB V können nur hausärztliche Themen geregelt werden. Die Verknüpfung von ambulanten und stationären Leistungen ist nur mit einem Integrationsvertrag möglich.

## Versorgungsziele bei Selektivverträgen in der ambulanten ärztlichen Versorgung
Das deutsche Gesundheitswesen ist im internationalen Vergleich führend, birgt aber noch zahlreiche Optimierungspotenziale. Mit Selektivverträgen greifen die Vertragspartner (meist kleinere Teile) der Versorgung heraus und definieren sie neu. Aus Sicht der GKV können dabei legitime Ziele nur eine Verbesserung der Qualität und Wirtschaftlichkeit der Versorgung sein. Der Begriff der Qualität ist dabei weit gefasst und enthält u. a. folgende Ziele:
- bessere Kommunikation zwischen Leistungserbringern, Krankenkasse und Patient
- bessere Koordination der Leistungserbringung
- schnellerer Heilerfolg
- Vermeidung von Wiedererkrankungen („Drehtüreffekt“) und Chronifizierung
- weniger Nebenwirkungen

Beabsichtigt ist eine höhere Qualität gegenüber der Regelversorgung oder das qualitativ gleiche Ergebnis wie in der Regelversorgung, jedoch wirtschaftlicher, also kostengünstiger zu erreichen.

## Jüngster Konflikt um Hausarztverträge
Der Gesetzgeber hatte die Pflicht der Krankenkassen zum Anbieten von HZV-Modellen zum 1. Januar 2009 in § 73b Abs. 4 SGB V mit folgendem Wortlaut konkretisiert und aus Kassensicht verschärft: „Zur flächendeckenden Sicherstellung des Angebots nach Absatz 1 haben Krankenkassen allein oder in Kooperation mit anderen Krankenkassen spätestens bis zum 30. Juni 2009 Verträge mit Gemeinschaften zu schließen, die mindestens die Hälfte der an der hausärztlichen Versorgung teilnehmenden Allgemeinärzte des Bezirks der Kassenärztlichen Vereinigung vertreten. Können sich die Vertragsparteien nicht einigen, kann die Gemeinschaft die Einleitung eines Schiedsverfahrens nach Absatz 4a beantragen.“
Um solche Gemeinschaften gem. Abs. 4 zu bilden, hat daraufhin der Deutsche Hausärzteverband in den meisten Bundesländern (in Kooperation mit der eigenen Managementgesellschaft HÄVG und teilweise mit anderen Ärzteverbänden) ein entsprechendes Mandatierungsverfahren bei den Hausärzten durchgeführt. Versehen mit diesem Mandat haben die Landesverbände des Deutschen Hausärztverbands allen Krankenkassen in Deutschland Verhandlungen über HZV-Verträge angeboten. Gegen die Krankenkassen, die auf das Verhandlungsangebot bzw. den angebotenen Vertrag nicht eingehen wollten, hat der Hausärzteverband das in Abs. 4 genannte Schiedsverfahren eingeleitet. Die Aufsichtsbehörden der Krankenkassen hatten hierzu bundesweit vier Schiedsrichter bestellt, die bis dato für die Versicherten bestimmter Krankenkassen in verschiedenen Bundesländern HZV-Verträge geschiedst haben. Vor allem in Bayern und Baden-Württemberg wurden Verträge geschiedst, die sich inhaltlich weitgehend an dem BKK-Vertrag aus Baden-Württemberg orientieren, der seinerseits auf dem Vertrag der AOK Baden-Württemberg basiert. Einige Krankenkassen betrachten die Honorare in den Verträgen nach diesem Muster als wesentlich höher als in der Regelversorgung und sehen damit die Wirtschaftlichkeit nicht gegeben. Durch die Schiedsverfahren werden Krankenkassen zu solchen Verträgen gezwungen und manche Krankenkasse sieht vor dem Hintergrund der gegenwärtigen Unterfinanzierung aus dem Gesundheitsfonds die Gefahr, Zusatzbeiträge erheben zu müssen und daraufhin viele Mitglieder zu verlieren.
Am 12. November 2010 hat der Bundestag eine Änderung des § 73b SGB V beschlossen die den Bundesrat am 17. Dezember 2010 passiert hat. Sie trat rückwirkend am 22. September 2010 in Kraft und brachte folgende wesentliche Änderungen:
- Die ärztliche Honorierung in HZV-Verträgen darf nicht höher sein als in der Regelversorgung über die KV. Eine höhere Vergütung muss über Einsparungen aus dem Vertrag refinanziert werden.
- Jede Kasse muss neue HZV-Verträge ihrer Aufsicht vorlegen, die den Vertrag beanstanden kann.
- Für vor dem 22. September 2010 bestehende Verträge – insbesondere deren Vergütungsregelungen – gibt es einen Bestandschutz bis zum 30. Juni 2014.

Diese Regelungen gelten auch für Verträge, die im Rahmen eines Schiedsverfahrens zustande kommen.